# قانون آمادگی سربازان ایالات متحده، مراقبت از کهنه سربازان، بازیابی کاترینا و تخصیص پاسخگویی عراق، ۲۰۰۷
قانون آمادگی سربازان ایالات متحده، مراقبت از کهنه سربازان، بازیابی کاترینا و تخصیص مسئولیت پذیری عراق، ۲۰۰۷،(Pub.L. 110-28, 121 Stat. 112, مصوب مه 25, 2007 Pub.L. 110-28, 121 Stat. 112, مصوب مه 25, 2007)، یک قانون تخصیص اضطراری است که توسط ۱۱۰ کنگره ایالات متحده تصویب شد و بودجه جنگ عراق را تا ۳۰ سپتامبر۲۰۰۷ فراهم می‌کند. نسخه قبلی این قانون،H.R. 1591، شامل جدول زمانی برای خروج نیروهای آمریکایی از عراق بود.HR 1591 توسط کنگره تصویب شد اما توسط رئیس‌جمهور جورج دبلیو بوش وتو شد. در حالی که وتوی HR 1591 می‌توانست باعث تأخیر در هزینه‌های جنگ عراق شود، در دسترس بودن بودجه ناشی از تصویب قانون تخصیصات دفاعی در ۲۹ سپتامبر۲۰۰۶، به وزارت دفاع اجازه داد تا هزینه‌های جنگ عراق را در دوره میانی بین دو کشور ادامه دهد. وتو HR 1591 و امضای رئیس‌جمهور برای تأیید HR 2206. قانون خوراک و علوفه توسط دولت ایالات متحده در روزهای قبل از تصویب HR 2206 مورد استناد قرار نگرفت.
اجزای قانون آمادگی سربازان ایالات متحده، مراقبت از کهنه سربازان، بازیابی کاترینا و تخصیص مسئولیت پاسخگویی عراق در سال ۲۰۰۷ عبارتند از:
- کمک مالی برای جنگ در افغانستان و عراق (عنوان اول)
- امداد رسانی در بلایای مربوط به طوفان کاترینا (عنوان دوم)
- حذف کمبود برنامه دولتی بیمه سلامت کودکان(SCHIP) و سایر موارد بهداشتی (عنوان هفتم)
- قانون حداقل دستمزد منصفانه۲۰۰۷ (عنوان هشتم)

## تاریخچه قانونگذاری
این لایحه در ۲۴ مه۲۰۰۷ توسط کنگره تصویب شد و در ۲۵ مه توسط رئیس‌جمهور بوش امضا شد.

## مفاد

### عنوان رسمی
این قانون به‌طور رسمی تحت عنوان «تخصیص اعتبارهای تکمیلی اضطراری و اعتبارهای تکمیلی اضافی برای کمک‌های کشاورزی و سایر کمک‌های اضطراری برای سال مالی منتهی به ۳۰ سپتامبر۲۰۰۷ و برای اهداف دیگر» است.

### خروج از عراق
این قانون شامل هجده معیار برای دولت عراق بود که باید قبل از شروع خروج نیروهای آمریکایی از عراق ملاقات کند. براساس گزارش دفتر پاسخگویی دولت، عراق تا اوت۲۰۰۷ به سه مورد ازمعیارها دست یافته بود و نتوانسته بود ۱۵مورد دیگر را برآورده کند.
معیارها شامل:
- تماس با اهل سنت از طریق بازگشایی مذاکره‌هایی در مورد قانون اساسی عراق.
- تصویب قانون جدید نفت
- معکوس کردن پاکسازی بعثی‌های سابق از سیاست و استخدام دولتی عراق
- از بین بردن شبه نظامیان فرقه ای شیعه

### اعتبارات
این لایحه تقریباً ۹۵میلیارد دلار را برای تمدید بودجه جنگ در عراق و افغانستان تا ۳۰ سپتامبر۲۰۰۷ اختصاص داد.

### حداقل دستمزد
این قانون شامل قانون‌های اضافی فراتر از بودجه جنگ‌ها است. این قانون شامل قانون حداقل دستمزد منصفانه سال ۲۰۰۷ به عنوان سوارکار است که حداقل دستمزد را از ۵٫۱۵دلار در ساعت به ۷٫۲۵دلار در ساعت از سال۲۰۰۷ تا۲۰۰۹ افزایش می‌دهد، و شامل ۴٫۸۴ میلیارد دلار معافیت مالیاتی برای مشاغل کوچک است.

### هزینه‌های داخلی برای امداد رسانی در بلایای طبیعی
این لایحه همچنین شامل هزینه‌های داخلی، مانند بیش از ۶ میلیارد دلار برای امداد رسانی در طوفان می‌شود.

### پدهای تجویزی مقاوم در برابر دستکاری
علاوه بر این، عنوان VII اولین دستور فدرال را در مورد پدهای تجویزی مقاوم در برابر دستکاری برای بازپرداخت مدیکید بیان می‌کند. این الزام بیان می‌کند که «از اول اکتبر ۲۰۰۷، داروهای سرپایی مدیکید فقط در صورتی قابل بازپرداخت خواهند بود که نسخه‌های کتبی غیرالکترونیکی روی یک پد مقاوم در برابر دستکاری اجرا شوند.» توصیه برای این ماده قبلاً توسط پرزیدنت بوش در بودجه سال۲۰۰۸ برشمرده شده بود که پیش‌بینی می‌کرد جلوگیری از نسخه‌های تقلبی می‌تواند ۳۵۵ میلیون دلار پس‌انداز مالیات دهندگان را به همراه داشته باشد. اگرچه با منطق الزامات جدید مخالفت نکرد، انجمن داروسازان آمریکا(APhA) در ۱۷ ژوئیه ۲۰۰۷ از مراکز خدمات مدیکر و مدیکید(CMS) خواست تا اجرای آن را به دلیل زمان‌بندی کوتاه به تعویق بیندازند. در نامه درخواستی به مراکز خدمات مدیکر و مدیکید، انجمن داروسازان آمریکا هشدار داد که اجرای فوری این قانون به‌طور بالقوه می‌تواند منجر بدور شدن بسیاری از بیماران مدیکید ازداروخانه‌ها شود، در صورتی که نسخه‌ای معتبر نوشته شده روی یک پد مقاوم در برابر دستکاری نداشته باشند. منطق انجمن داروسازان آمریکا برای تأخیر پدهای مقاوم در برابر دستکاری شامل موارد زیر است:
- فرض غیرواقعی عمل پزشکی و داروسازی می‌تواند این تغییر را در سه ماه اجرا کند
- تأخیر می‌تواند با دادن زمان برای آماده شدن برای موارد زیر از رنج بیماران مدیکید جلوگیری کند
  - استانداردهایی را برای آنچه «مقاوم در برابر دستکاری» است تعریف کنید
  - ارائه دهندگان، داروسازان و بیماران را آموزش دهید
  - کاربرد سفارش‌های تلفنی، نسخه‌های الکترونیکی و فکسی را روشن کنید
  - به سازمان‌ها برای منابع مناسب، چاپ و توزیع پدها زمان بدهید

نمایندگان چارلز ویلسون، ماریون بری و مایک راس در نمایندگی نگرانی‌های ثبت نام کنندگان مدیکید و داروخانه‌ها به انجمن داروسازان آمریکا پیوستند. گزارش شده‌است که نمایندگان در حال کار بر روی اصلاحیه ای هستند که هدف آن محدود کردن پد مقاوم در برابر دستکاری فقط به مواد کنترل شده‌است. علاوه بر این، یک فرد با انجمن پزشکی آمریکا در مورد این موضوع توسط آسوشیتدپرس مصاحبه شد. دکتر ادوارد لنگستون، رئیس هیئت مدیره، گفت: «جدول زمانی برای آموزش پزشکان نسخه‌نویس در مورد قانون جدید بسیار کوتاه است و همچنین احتمالاً برای تولید و توزیع مقدار زیادی پد نسخه‌ای جدید که مورد نیاز است، کوتاه‌تر از آن است». انجمن پزشکی آمریکا (همان‌طور که به آسوشیتدپرس گزارش شده‌است). دکتر لنگستون همچنین هشدار داد که در واقع، چنین اجرای سریع قانون دسترسی به دارو را تهدید می‌کند. مقاله AP همچنین گزارش داد که استیو هان، سخنگوی مراکز خدمات مدیکر و مدیکید نشان داد که هیچ برنامه ای برای عقب انداختن تاریخ اجرای اول اکتبر وجود ندارد، اما آژانس در حال گفتگو با «ارائه دهندگان مراقبت‌های بهداشتی» برای کمک به آماده‌سازی است.

## نسخه‌های قبلی
قانون ۱۵۹۱ لایحه ای برای «تخصیص اعتبارهای تکمیلی اضطراری برای سال مالی منتهی به ۳۰ سپتامبر ۲۰۰۷ و برای اهداف دیگر» بود. این لایحه توسط رئیس‌جمهور جورج دبلیو بوش وتو شد که دومین وتوی او در زمان ریاست جمهوری بود. مجلس نمایندگان شکست خورد. برای لغو حق وتو، بنابراین آن نسخه از لایحه مرد.